# Tricia Tanaka Is Dead
Tricia Tanaka Is Dead (titulado "Tricia Tanaka ha muerto" en España y "Tricia Tanaka está muerta" en Hispanoamérica) es el décimo episodio de la tercera temporada de la serie de televisión Lost. Hugo "Hurley" Reyes se interna en una aventura que pondrá a prueba a su fe luego de un enigmático descubrimiento en la jungla. Kate Austen rehúsa abandonar a Jack Shephard en las manos de "los Otros". El flashback está centrado en Hurley.

## Trama
El capítulo está centrado en Hugo y su suerte. El padre le abandona cuando es un niño, y vuelve 17 años después cuando este ya es millonario. Le tenía malacostumbrado con chocolatinas, y luego pasó lo que pasó. El padre vuelve única y exclusivamente por el dinero, y por él será capaz de cualquier cosa: incluso llevarle a una mujer para que le lea las cartas y que todo sea un montaje. Pero Hurley se dio cuenta hace mucho tiempo qué tipo de hombre es su padre, y por eso durante el capítulo no le muestra en ningún momento cariño.
Hurley siempre ha tenido en la isla la idea de que él está maldito y no la isla en sí. Siempre ha pedido a los demás que se aparten de él, incluso con la trágica muerte de Libby, tumba a la cual acude cada vez que no puede más y necesita hablar con ella.
Charlie está muy desconcertado ante el comentario de Desmond Hume en el cual le advirtió su muerte. Incluso se encara con él, pero Desmond Hume, que es muy diplomático, le pide perdón por si dijo algo que pudiera haberle molestado en aquella noche de borrachera. De paso le advierte que, aunque quiera saber cuándo va a morir, eso no se puede saber, no funciona así.
Vincent, el perro de Walt, aparece con un brazo de una persona, un brazo esquelético. Ese brazo lleva una llave, y allá que va Hurley a saber qué está pasando. Charlie, que sigue en lo suyo le deja que vaya solo. Más tarde Hurley volverá a contar a todos que ha encontrado un furgón y que puede ser divertido hacerlo funcionar. La gente pasa de él, todos menos Jin quién termina acompañándolo.
En todo esto, Kate y Sawyer vuelven a la isla, previa discusión sobre su relación. Parece evidentemente que ambos quieren algo más, es una relación muy pasional de amor y odio. Se comportan como si nada ante todos, que se alegran mucho de volver a verlos. Ella, en conversación con Sayid y Locke confiesa que quiere volver a buscar a Jack, y ellos preguntan que con quién. Al final del capítulo veremos que, como era de prever, recurre a Rousseau, a la que motiva comentándole que Alex, la joven que les ayudó a escapar, puede ser su hija, que le robaron hace tiempo. ¿Puede ser así? ¿La raptaron y la hicieron pasar por hija de Ben? ¿Es posible una relación entre Ben y Rousseau?.
Al final, el furgón que encuentran lo hacen funcionar, todo bajo el prisma de "Tengo fe y la buena suerte me la creo yo", que no para de repetir Hugo. Es más, convence a Charlie para que vaya con él dentro del vehículo para comprobar así que no tienen una maldición encima. "Muerte o victoria" dice la ex estrella de rock.
Una de las mejores escenas del capítulo las protagoniza Sawyer, al que Hurley lo llama redneck (Cateto Sureño). Se dedica a enseñarle a Jin las frases más importantes que debe saber para hablarle a una mujer: Lo siento, no era mi intención y esos pantalones no te hacen gorda.
Y momentos antes, en esas escena del furgón, Jin-Soo Kwon que no se entera de nada y quiere hacer funcionarla, y Sawyer bebiendo cerveza tras cerveza, Hurley tiene una buena. Dentro del vehículo habían encontrado un cadáver, el del brazo que llevaba en la boca Vincent y el nombre que ponía era Roger. Debajo de ello ponía su cargo en la isla, pero Hurley cree que es su apellido y le pide a Sawyer un poco de más respeto para Roger Workman. Sawyer ya tiene risas para rato.